# ماثيو نيكسون
ماثيو نيكسون (بالإنجليزية: Matthew Nixon)‏ هو لاعب غولف بريطاني، ولد في 12 يونيو 1989 في مانشستر في المملكة المتحدة.

## وصلات خارجية
- الموقع الرسمي
- ماثيو نيكسون على موقع رابطة أوروبا للاعبي الغولف المحترفين (الإنجليزية)
- ماثيو نيكسون على موقع التصنيف العالمي الرسمي للغولف (الإنجليزية)